# CUBRID
CUBRID는 관계형 데이터베이스 관리 시스템의 이름이며, 오픈소스 소프트웨어이다. DBMS 엔진 부분은 아파치 라이선스 2.0 라이선스가 적용되고 인터페이스 부분은 BSD 라이선스가 적용되었으며, 국제 표준화 기구의 표준 구조화 조회 언어를 지원한다. 
2008년 11월 CUBRID 2008 (CUBRID 8)이 출시되면서 오픈소스 DBMS로 전환되었다 

## 제품 라이선스 정보
CUBRID는 오픈 소스 라이선스를 채택하며, 서버 엔진에는 아파치 라이선스 2.0, GUI 기반 도구 및 응용 인터페이스에는 버클리 소프트웨어 배포판 라이선스가 각각 적용된다. 즉, 아파치 라이선스와 BSD 라이선스를 채택하여 소프트웨어 벤더가 보다 자유롭게 CUBRID 기반의 응용 프로그램을 개발 또는 배포할 수 있도록 하였다.

## 개발 언어 및 지원 플랫폼
- CUBRID 서버 및 공식 라이브러리는 C 또는 C++로 구현되어 있으며, GUI 도구인 CUBRID Manager는 자바로 구현되어 있다.
- CUBRID 지원 OS는 리눅스 및 윈도우이며, 응용 프로그램을 위한 인터페이스로 JDBC, PHP, ODBC, OLEDB, ADO.NET, 파이썬, 루비, node.js, GO 등을 제공한다.
- SQL 실행을 위하여 커맨트 라인 도구인 CSQL를 지원한다.
- GUI 기반 통합 운영 도구(CUBRID Manager), DB 마이그레이션 도구(CUBRID Migration Toolkit)를 지원한다.[3]

## 제품 주요 기능
- SQL 92 표준 지원, 확장된 SQL 구문 지원
- 트랜잭션 ACID 지원
- MVCC (Multiversion Concurrency Control) 지원
- 비용 기반 옵티마이저 지원(CBO)
- HA/복제 환경에서 트랜잭션 일치성 보장
- 고가용성 기능 지원(High Availability)
- 인덱스(Multi-Range/Covered/Reverse/Skip-Scan/Function based/Filtered Index) 지원
- 온라인/오프라인/증분/압축/병렬 백업
- 계층형 쿼리(Hierarchical Query)
- 쿼리 플랜 캐시
- View, Trigger 지원
- Java Stored Procedure 지원
- TDE(Transparent Data Encryption) 지원

## 제품 출시 정보
제품 출시 정보는 아래와 같다.
| 버전  | 출시일     | 베타 출시일 |
| ----- | ---------- | ----------- |
| 11.3  | 2023.09    |             |
| 11.2  | 2022.05    |             |
| 11.0  | 2021.01    |             |
| 10.2  | 2019.12    |             |
| 10.1  | 2017.07    |             |
| 10.0  | 2016.02    |             |
| 9.3   | 2014.05    |             |
| 9.2   | 2013.09    |             |
| 9.1   | 2013.03    |             |
| 9.0   | 2012.10    |             |
| 8.4.3 | 2012.11.20 |             |
| 8.4.1 | 2012.02.24 | 2012.02.01  |
| 8.4.0 | 2011.07.01 | 2011.05.12  |
| 3.1   | 2010.12.31 | 2010.11.12  |
| 3.0   | 2010.10.04 | 2010.07.19  |
| 2.2   | 2010.04.30 |             |
| 2.1   | 2009.12    |             |
| 2.0   | 2008.08    |             |
| 1.4   | 2009.03    |             |
| 1.3   | 2009.02    |             |
| 1.2   | 2009.01    |             |
| 1.1   | 2008.11    |             |
| 1.0   | 2008.10    |             |

## 참조
1. ↑  “CUBRID Release”. 《GitHub》. 2023년 9월 27일에 확인함.
2. ↑  “CUBRID 라이선스”. 2020년 7월 7일에 확인함.
3. ↑  “CUBRID Tools”. 2020년 7월 7일에 확인함.
4. ↑  “CUBRID 주요 기능”. 2020년 7월 7일에 확인함.
5. ↑  “CUBRID 릴리스”. 2020년 7월 7일에 확인함.